# 町田辰次郎
町田 辰次郎（まちだ たつじろう、1893年(明治26年)5月18日 - 1975年(昭和50年)6月15日）は、二代目国際電信電話会社社長。財団法人若い根っこの会理事長や労使の仲介機関であった協調会常務理事、大日本産業報国会常務理事などを務めた。一線を退いて後、社会奉仕活動に余生をささげ、尽力した。

## 経歴
1893年（明治26年）、群馬県邑楽郡に誕生する。1921年（大正10年）、協調会に就職する。1927年（昭和2年）、金鶏学院設立に関わり、顧問に就任する。同年9月から翌1928年（昭和3年）4月に起きた野田醤油労働争議(現キッコーマン)調停に関与する。1930年（昭和5年）8月、協調会参事を辞任し、協調会東京市電気局労働課長に就任する。1937年（昭和12年）2月、協調会常務理事、評議員常議員理事に就任。同年4月総務部長に就任。1938年（昭和13年）7月、産業報国連盟理事に就任。1939年（昭和14年）4月、産業報国連盟常務理事に就任。1940年（昭和15年）、産業報国連盟の代表の1人として、産業報国運動中央本部創立準備会委員を務める。1941年（昭和16年）12月大日本産業報国会常務理事に就任。 1942年（昭和17年）、翼賛選挙にて、翼賛政治体制協議会推薦候補者に選定される。同選挙で東京4区から立候補したが落選。大政翼賛会調査委員(第10委員会委員)を務め、人口問題、労務、海外拓殖の問題に尽力。産業報国会実践局長に就任。1943年（昭和18年）、東京産報事務局長に就任。1944年（昭和19年）、特別勤労動員本部参事。
戦後、公職追放となる。追放中の1949年（昭和24年）、国際電気株式会社社長に就任する。1951年（昭和26年）、追放解除となる。1956年（昭和31年）9月、国際電信電話会社社長に就任。1958年（昭和33年）、経団連評議員、日経連常務理事、日本生産性本部顧問として尽力する。1963年（昭和38年）4月、日本レクリエーション協会に会長に就任。同年、紫綬褒章を受章。1965年（昭和40年）、勲二等瑞宝章を受章。

## 主な著書・編著
- 『日本社会変動史観』十日会出版部、1924年（大正13年）
- 『労働争議の解剖』第一出版社、1929年（昭和4年）
- 『皇国勤労観と産業報国運動』昭和刊行会、1944年（昭和19年）